# Месснер, Збигнев
Збигнев Стефан Месснер (пол. Zbigniew Stefan Messner; 13 марта 1929, Стрый — 10 января 2014, Варшава) — польский государственный деятель и экономист, председатель Совета Министров ПНР (1985—1988).

## Биография
В 1953 году окончил Высшую экономическую школу в Катовице, в 1961 году защитил диссертацию на соискание ученой степени доктора экономических наук, с 1977 года — профессор. В 1968 году был назначен вице-ректором, а в 1975 году стал ректором ВЭШ. Член Польской объединённой рабочей партии (ПОРП) с 1953.
В 1963—1968 годах — президент футбольного клуба Пяст.
В 1981 году был введён в Политбюро ЦК ПОРП как профессиональный экономист. В 1981—1983 годах — первый секретарь Катовицкого воеводского комитета ПОРП. Был назначен на этот пост вместо Анджея Жабиньского, скомпрометированного кровопролитием на шахте «Вуек».
Заместитель председателя Совета Министров ПНР в 1983—1985 годах, председатель Совета Министров ПНР с 6 ноября 1985 по 19 сентября 1988 года. Член сейма ПНР (1985—1989).
Несмотря на высокий формальный статус, Месснер не принадлежал к правящей группе генерала Ярузельского, которая неофициально именовалась «Директорией». Целью введения Месснера в большую политику была попытка стабилизации тяжёлого экономического положения Польши. В его задачу входило проведение экономических реформ («второй этап реформы»), эта попытка закончилась полной неудачей. На референдуме в 1987 г. население выступило против радикальных шагов в экономике, а вопрос о либерализации политической жизни не набрал необходимого числа голосов. Эти события вызвали волну забастовочного движения в 1988 году, что в конечном итоге на фоне ухудшения социально-экономического положения в стране привело к отставке кабинета Месснера.
После 1989 года вернулся к научной деятельности. В 2003 году был избран в состав Наблюдательного совета Банка продовольствия и экономики как представитель Казначейства.
Автор многих публикаций в сфере экономики, в первую очередь в областях применения в экономики информатики и в сфере бухгалтерского учёта. Являлся председателем Совета Ассоциации бухгалтеров Польши.
С 2003 года — председатель аттестационной комиссии комиссии Национального палаты аудиторов.
Умер 10 января 2014 года в Варшаве.